# Sam Coppersmith

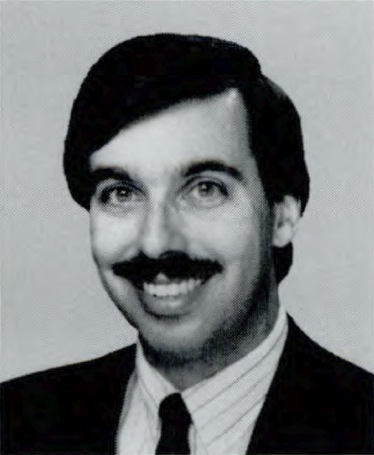
Sam Coppersmith (1993)

Samuel G. „Sam“ Coppersmith (* 22. Mai 1955 in Johnstown, Pennsylvania) ist ein US-amerikanischer Politiker. Zwischen 1993 und 1995 vertrat er den ersten Wahlbezirk des Bundesstaates Arizona im US-Repräsentantenhaus.

## Werdegang
Sam Coppersmith studierte bis 1976 an der Harvard University. Von 1977 bis 1979 arbeitete er für das Außenministerium der Vereinigten Staaten an der amerikanischen Botschaft in Port of Spain (Trinidad und Tobago). Danach studierte er bis 1982 an der Yale University Jura. Nach seiner im selben Jahr erfolgten Zulassung als Rechtsanwalt war er bis 1983 Assistent von Richter William Canby am Bundesberufungsgericht im neunten Gerichtskreis.
Im Jahr 1984 war Coppersmith dann für Terry Goddard, den Bürgermeister der Stadt Phoenix, tätig. Von 1989 bis 1982 war er Mitglied und Vorsitzender eines städtischen Ausschusses in Phoenix (Phoenix Board of Adjustjment). Gleichzeitig war Coppersmith Rechtsanwalt mit dem Schwerpunkt auf Handels- und Immobilienrecht. Politisch wurde er Mitglied der Demokratischen Partei.
Bei den Kongresswahlen des Jahres 1992 wurde er als Kandidat seiner Partei für den ersten Kongresswahlbezirk von Arizona in das US-Repräsentantenhaus gewählt. Dort trat er am 3. Januar 1993 die Nachfolge von John Jacob Rhodes an. Zwei Jahre später verzichtete er auf eine erneute Kandidatur. Damit endete seine Zeit im Kongress am 3. Januar 1995.
Eine Kandidatur für den US-Senat blieb im Jahr 1994 erfolglos. In den folgenden Jahren war Coppersmith zeitweise Vorsitzender der Demokratischen Partei in Arizona. Heute arbeitet er als Rechtsanwalt mit dem Schwerpunkt auf Immobilienrecht. Er ist geschäftsführender Partner der Anwaltskanzlei Coppersmith Gordon Schermer & Brockelman P.L.C.

## Weblink
- Sam Coppersmith im Biographical Directory of the United States Congress (englisch)

| Personendaten    | Personendaten               |
| ---------------- | --------------------------- |
| NAME             | Coppersmith, Sam            |
| ALTERNATIVNAMEN  | Coppersmith, Samuel G.      |
| KURZBESCHREIBUNG | US-amerikanischer Politiker |
| GEBURTSDATUM     | 22. Mai 1955                |
| GEBURTSORT       | Johnstown, Pennsylvania     |